# Czułymowie
Czułymowie (czuł. Сыбырлар Sıbırlar) – grupa etniczna pochodzenia tureckiego. 
Uznawani są niekiedy za odłam Tatarów. Żyją w górach Ałtaj, liczą około 500 osób. Oprócz języka czułymskiego w powszechnym użyciu jest rosyjski.

## Historia
Czułymowie osiedlili się nad rzeką Czułym, gdy zostali wyparci z Chanatu Syberyjskiego przez siły Jermaka Timofiejewicza. Przez Rosjan byli nazywani Tatarami czułymskimi. Czułymowie w XVI wieku wydawali się być wynikiem mieszania się różnych turkijskich grup, które wyemigrowały na wschód po upadku Chanatu Syberyjskiego, Teleutów, jenisejskich Kirgizów i Tatarów tobolskich.
W XVI wieku Rosjanie podbili Czułymów i ich nowo zasiedlone ziemie. W 1720 siłą zostali nawróceni na chrześcijaństwo. We wczesnym XIX wieku nakazano Czułymom zwiększenie ich produktywności, co później pozbawiło ich praw obywatelskich, gdyż byli oni obciążeni wysokimi podatkami. Pod rządami Związku Radzieckiego Czułymowie zostali skolektywizowani i zmuszeni do prowadzenia osiadłego trybu życia. Ideologia radzieckiego rządu była wymierzona przeciwko Czułymom i ich kulturze.